# Nationale Sluitingsprijs 2016
Il Nationale Sluitingsprijs 2016, ottantatreesima edizione della corsa, valido come evento dell'UCI Europe Tour 2016 categoria 1.1, si svolse l'11 ottobre 2016 per un percorso di 183,6 km, con partenza ed arrivo a Putte, in Belgio. Fu vinto dal belga Roy Jans, al traguardo in 3h54'01" alla media di 48,46 km/h, precedendo l'altro belga Timothy Dupont e l'olandese Moreno Hofland, piazzatosi terzo.
Dei 150 ciclisti iscritti furono in 141 a partire e in 100 a completare la gara.

## Squadre partecipanti
| N.    | Cod. | Squadra                        |
| ----- | ---- | ------------------------------ |
| 3-8   | COF  | Cofidis, Solutions Crédits     |
| 11-17 | EQS  | Etixx-Quick Step               |
| 21-28 | LTS  | Lotto-Soudal                   |
| 31-38 | TLJ  | Team Lotto NL-Jumbo            |
| 41-48 | TSV  | Topsport Vlaanderen-Baloise    |
| 51-58 | WGG  | Wanty-Groupe Gobert            |
| 61-68 | ROP  | Roompot Oranje Peloton         |
| 71-78 | ROT  | Team Roth                      |
| 81-88 | CRV  | Crelan-Vastgoedservice         |
| 91-98 | WIL  | Veranda's Willems Cycling Team |

| N.      | Cod. | Squadra                           |
| ------- | ---- | --------------------------------- |
| 101-108 | WBC  | Wallonie Bruxelles-Group Protect  |
| 111-118 | CIB  | Cibel-Cebon                       |
| 121-128 | CJP  | Cyclingteam Jo Piels              |
| 131-138 | MET  | Metec-TKH                         |
| 141-148 | PVC  | Parkhotel Valkenburg Cycling Team |
| 151-158 | SHI  | Superano Ham-Isorex               |
| 161-168 | PCW  | T.Palm-Pôle Continental Wallon    |
| 171-178 | MMM  | Team 3M                           |
| 181-187 | CCD  | Differdange-Losch                 |
| 191-198 | VER  | Veranclassic-Ago                  |

## Ordine d'arrivo (Top 10)
| Pos. | Corridore           | Squadra      | Tempo    |
| ---- | ------------------- | ------------ | -------- |
| 1    | Roy Jans            | Wanty-Gobert | 3h54'01" |
| 2    | Timothy Dupont      | Veranda's    | s.t.     |
| 3    | Moreno Hofland      | Lotto-Jumbo  | s.t.     |
| 4    | Arvid de Kleijn     | Jo Piels     | s.t.     |
| 5    | Timothy Stevens     | Crelan       | s.t.     |
| 6    | Amaury Capiot       | Topsport Vl. | s.t.     |
| 7    | Baptiste Planckaert | Wallonie     | s.t.     |
| 8    | Jasper De Buyst     | Lotto-Soudal | s.t.     |
| 9    | Michael Goolaerts   | Lotto-Soudal | s.t.     |
| 10   | Tosh Van der Sande  | Lotto-Soudal | s.t.     |